# Revólver Beaumont–Adams
O Revólver Beaumont–Adams é um revólver de percussão de ação dupla. Originalmente adotado pelo Exército Britânico em 1856 (calibre .442 e 11.2 mm de diâmetro), muitos foram posteriormente convertidos para usar cartuchos de percussão central. Foi substituído no serviço britânico em 1880 pelo Revólver Enfield Mk I (calibre .476 e 11.6mm de diâmetro).

## História
No dia 20 de fevereiro de 1856, foi concedida uma patente britânica para o tenente Frederick E.B. Beaumont dos Royal Engineers para melhorias no revolver de Adam, o qual permitiu que eles fossem engatilhadas e disparadas, usando manualmente o martelo como no revólveres Colt de ação única, ou simplesmente puxando o gatilho. Beaumont recebeu uma patente dos EUA (nº 15.032) em 3 de Junho do mesmo ano.

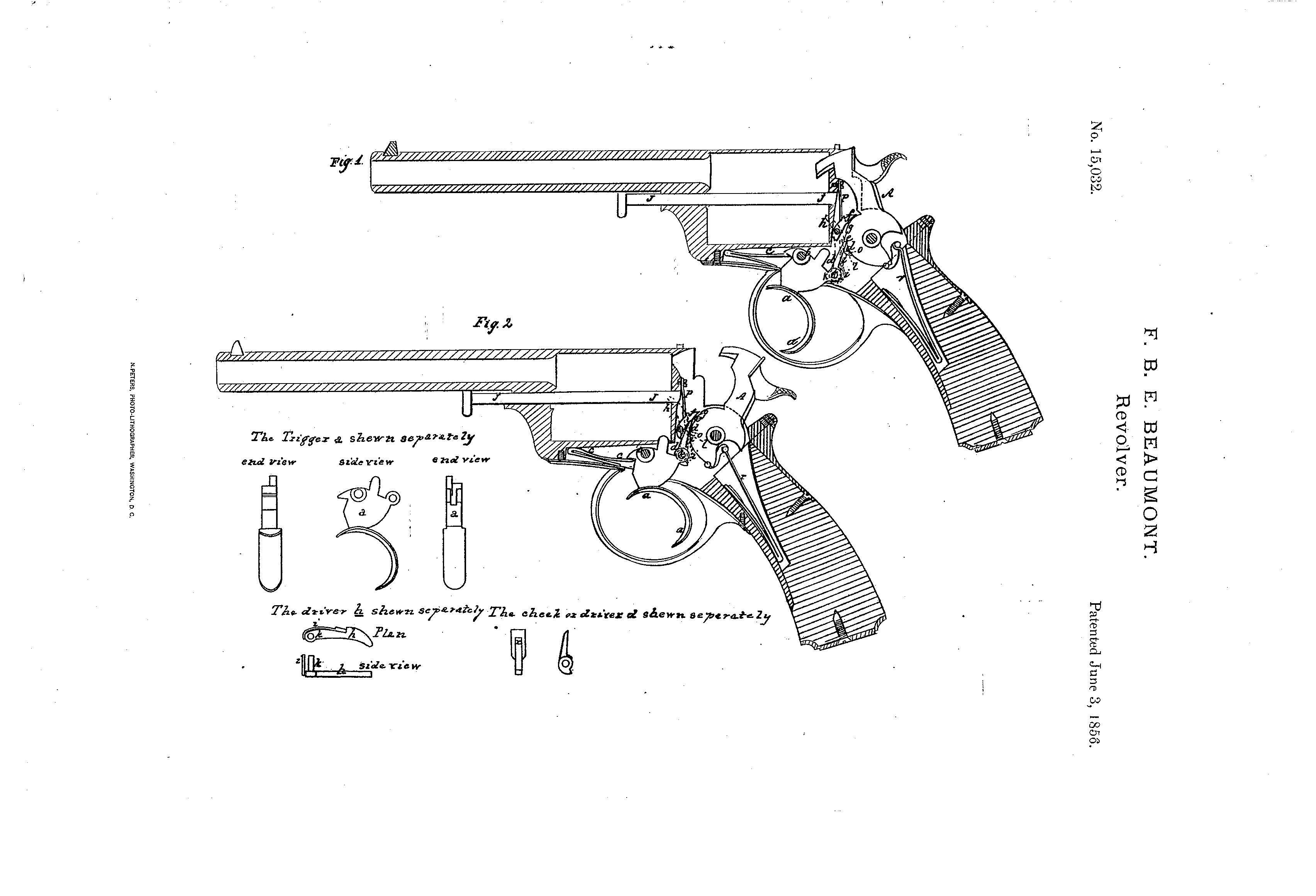
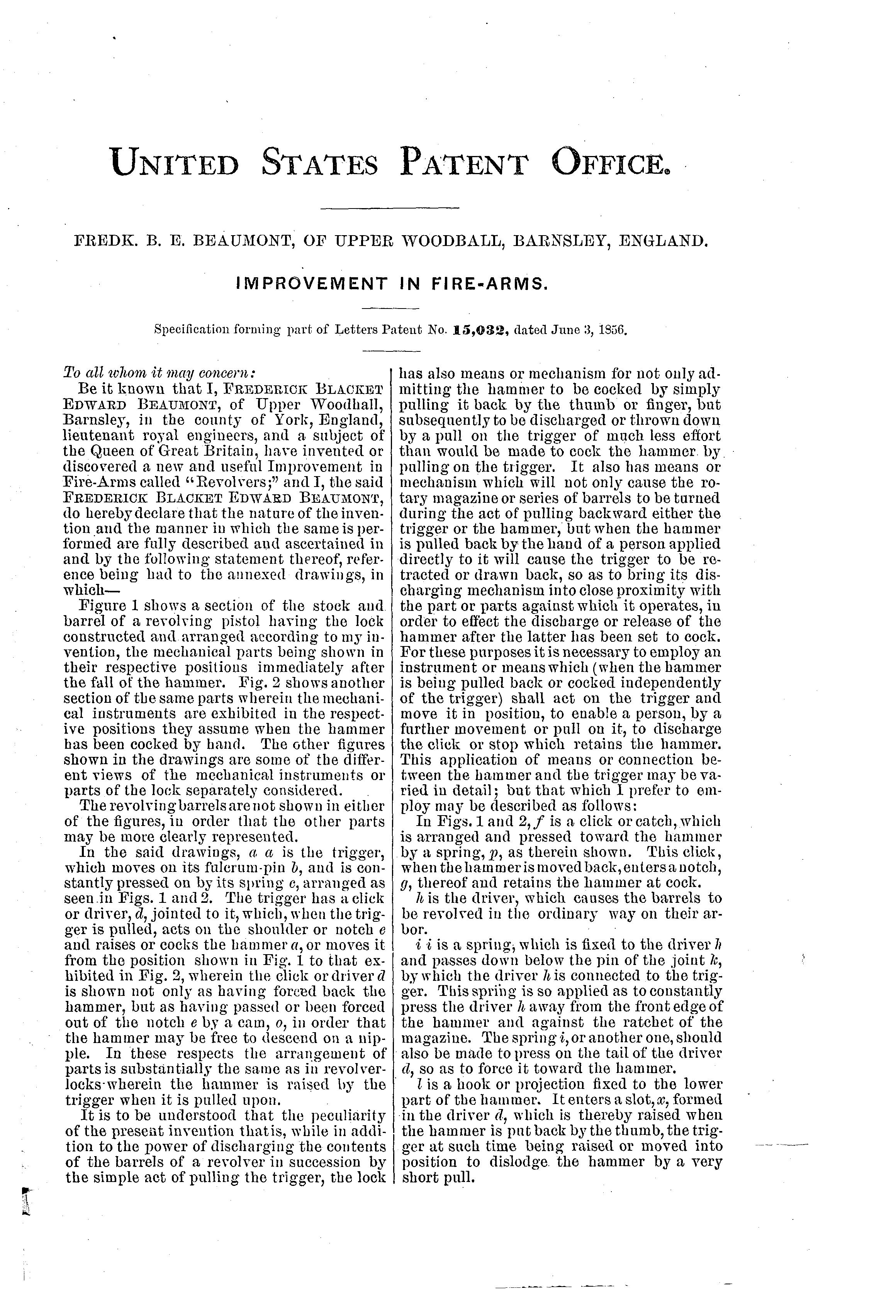
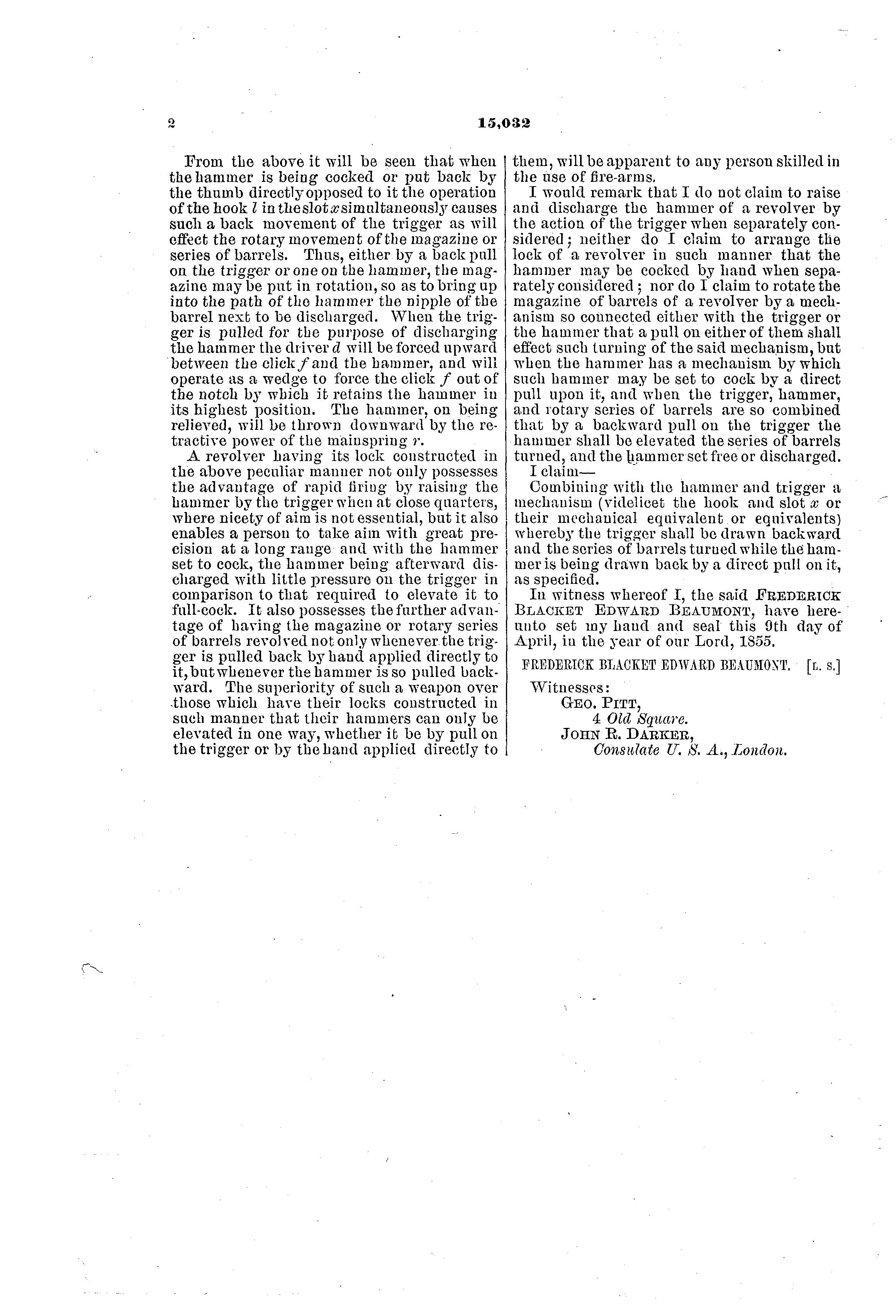

Naquela época, Adams e Colt competiam intensamente. Tal processo fez com que as vendas crescessem rapidamente e uma fábrica de armas e munição foi montada para competir com a companhia de armas de fogo britânica, manufaturando armas com partes trocáveis. Os revólveres Adams de 1851 e 1854 eram auto-engatilháveis, conhecidas como dupla-ação. Essas armas de fogo eram as favoritas dos oficiais britânicos na Guerra da Criméia e em conflitos coloniais por causa de seu calibre e velocidade de puxar o gatilho serem mais rápidas que os revólveres da Colt; ideais para disparos à média distância.
Em parceria com George e John Deane, a companhia de Deane, Adams & Deane produziu um novo revólver variando em calibre e tamanhos, desde versões de bolso a versões maiores com fins militares. O Reino Unido oficialmente adotou a Beaumont-Adams em 1856, logo seguidos por Holanda e Rússia. Para atender a demanda, Deane, Adams & Deane contratou companhias em Birmingham e Liége para manufaturar essas armas de fogo sob licença. O novo revólver deu uma grande vantagem a Robert Adams sobre Samuel Colt, fazendo com que o mesmo fechasse sua fábrica em Londres por queda nas vendas.
Nos Estados Unidos, a Massachusetts Arms Company foi autorizada a produzir 19 mil espécimes da arma de calibre .36, sendo 1750 delas compradas pela Union Army no começo da Guerra Civil Americana. Foram feitas também versões pocket de calibre 32.